# Menstrie
Menstrie är en ort i Storbritannien.   Den ligger i kommunen Clackmannanshire och riksdelen Skottland, i den norra delen av landet, 600 km norr om huvudstaden London. Menstrie ligger 22 meter över havet och antalet invånare är 2 640.
Terrängen runt Menstrie är kuperad norrut, men söderut är den platt.Runt Menstrie är det tätbefolkat, med 427 invånare per kvadratkilometer. Närmaste större samhälle är Alloa, 5,6 km sydost om Menstrie. Trakten runt Menstrie består i huvudsak av gräsmarker.